# Malajálamská Wikipedie
Malajálamská Wikipedie je jazyková verze Wikipedie v malajálamštině. Byla založena v roce 2002. V lednu 2022 obsahovala přes 77 000 článků a pracovalo pro ni 15 správců. Registrováno bylo přes 156 000 uživatelů, z nichž bylo asi 290 aktivních. V počtu článků byla 79. největší Wikipedie.

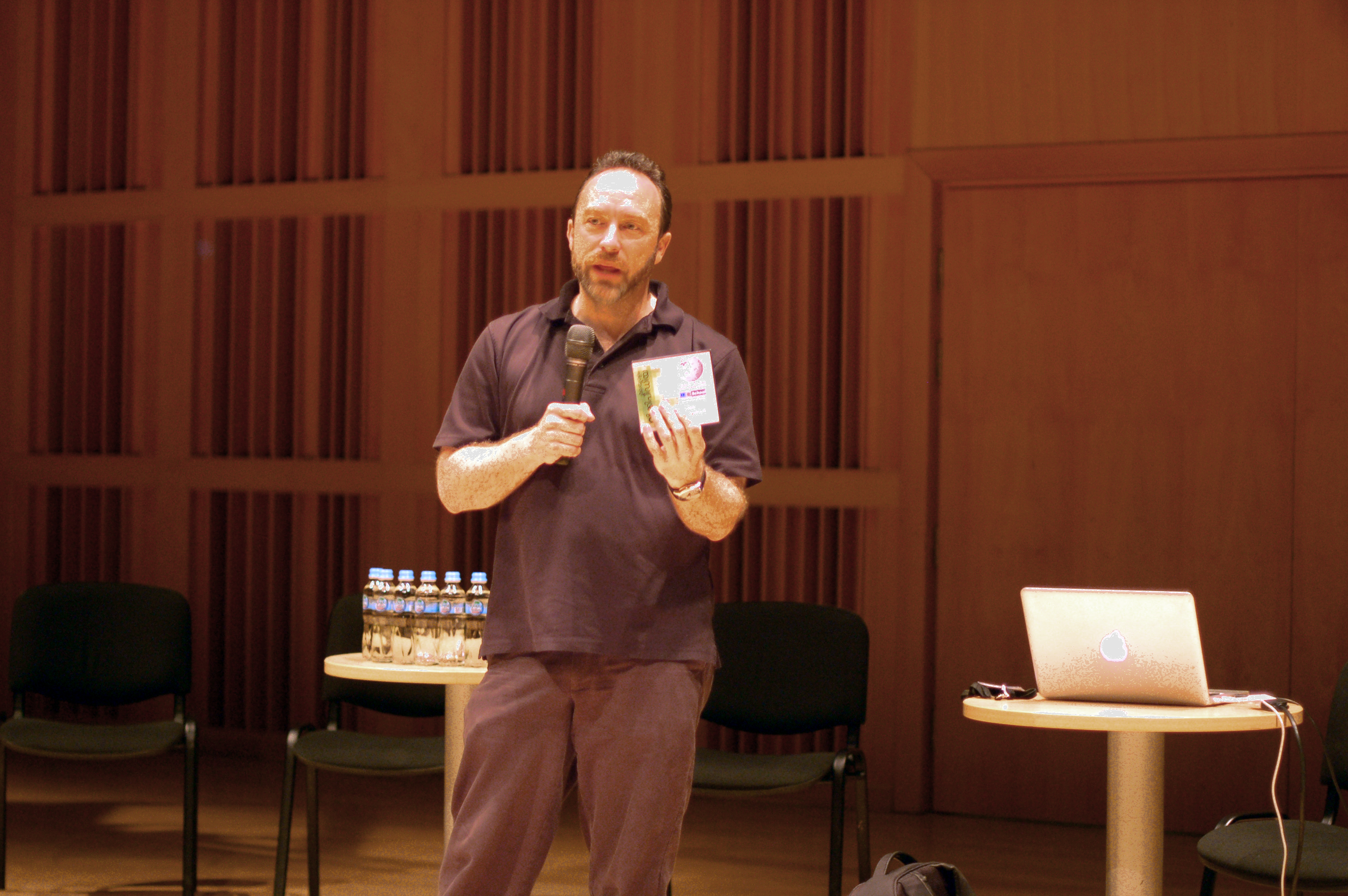
Jimmy Wales představuje offline verzi malajálamské Wikipedie

Zájem o tuto jazykovou verzi a počet jejích článků prudce stoupl po propagačním článku v novinách Mathrubhumi 2. září 2007. V roce 2010 Jimmy Wales představil vydání offline verze malajálamské Wikipedie na CD s vybranými 500 články. Šlo o první takové vydání v jazyce, který nepoužívá latinku.